# Raghbir Lal
Raghbir Lal   (Rāwalpindi, 15 de novembre de 1929 - 7 d'abril de 2025) va ser un jugador d'hoquei sobre herba indi que va competir durant la dècada de 1950. En el seu palmarès destaquen dues medalles d'or en la competició d'hoquei sobre herba als Jocs Olímpics, el 1952, a Hèlsinki, i el 1956, a Melbourne.